# Heli Ihlefeld
Helegine „Heli“ Ihlefeld (* 28. September 1935 in Hannover) ist eine deutsche Journalistin.

## Leben
Helegine Ihlefeld kam zur Zeit des Nationalsozialismus 1935 in Hannover zur Welt als Tochter von Kurt Ihlefeld, dem späteren Gründer und Eigentümer der politischen Zeitschrift und gleichnamigen Nachrichtenagentur Neuer Landesdienst (NLD).
Nach dem Zweiten Weltkrieg studierte Ihlefeld Soziologie und Volkswirtschaftslehre. Sie war mit dem Journalisten Hermann Otto Bolesch verheiratet und hat zwei erwachsene Kinder; die Tochter Katharina Bolesch arbeitet als Kunstkeramikerin auf Naxos, der Sohn Sebastian Bolesch arbeitet als Fotojournalist. 
In den 1960er Jahren arbeitete sie als Bonner Korrespondentin der Münchener Abendzeitung und wurde Reporterin bei der Illustrierten Stern. Nach ihrer Reportertätigkeit war Ihlefeld persönliche Mitarbeiterin der Bundestagspräsidentin Annemarie Renger. In der Folge leitete sie die Presseabteilung des Bundespostministeriums und erhielt dann die Stabsaufgabe Gleichstellung im Telekom-Konzern. 
Ihlefeld wohnt in Berlin und auf der griechischen Insel Naxos. 
Als Brigitte Seebacher-Brandt die Biografie über ihren Mann Willy Brandt veröffentlichte, bat sie Heli Ihlefeld das Geheimnis zu lüften, wer mit der „lieben Freundin“ aus Willy Brandts Erinnerungen gemeint ist. Willy Brandt schreibt in seinen Erinnerungen Folgendes zu den Gerüchten um „Weibergeschichten“:
„Ein Produkt blühender Fantasie. Erstens eine klebrige Mischung von Vorgängen, die teils beobachtet und teils unterstellt worden waren; zweitens ging es um eine liebe Freundin, mit der ich mich seit Jahren und ohne die Spur von Geheimniskrämerei getroffen und die alles andere als verdient hatte, sicherheitspolitisch ‚erfasst‘ zu werden.“
Heli Ihlefeld in ihrem Erinnerungsbuch „Auf Augenhöhe“: „Es gab zwischen uns eine große gegenseitige Sympathie, die einfach akzeptiert wurde“.

## Ehrungen
Ihlefeld erhielt am 31. Oktober 1999 das Bundesverdienstkreuz am Bande für ihren beispielhaften Einsatz für die Chancengleichheit von Frauen und Männern.

## Schriften
- Anekdoten aus Bonn, Heidelberg: Kemper 1964
- Kiesinger-Anekdoten. Geist und Witz des Bundeskanzlers, München: Bechtle, 1967
- Anekdoten um Willy Brandt, München: Bechtle 1968
- Gustav Heinemann, anekdotisch, München: Bechtle 1969
- Mein Bonner Tagebuch, München: List 1970
- Willy Brandt, anekdotisch, Gütersloh: Bertelsmann, 1972
- Über Ernst Breit, Stuttgart: Verlag Bonn Aktuell, 1983
- Bilder aus der Postgeschichte, Heidelberg: Decker 1990
- Frauen sollen führen: Frauenförderung bei der Deutschen Bundespost Telekom, Heidelberg: Decker 1991
- Willy Brandt in Anekdoten, Vorwort von Günter Grass,  München: Bechtle 1993
- Heli Ihlefeld-Bolesch: Frauenförderprogramme, Bonn: Economica-Verlag 1994
- In Naxos … wie immer. Gedichte, Berlin: Rhombos-Verlag 2002
- Auf Augenhöhe oder wie Frauen begannen, die Welt zu verändern. Erinnerungen, München: Herbig 2008
- Willy Brandt: „auch darüber wird Gras wachsen“. Anekdotisches und Hintergründiges. München: Herbig 2013, ISBN 978-3-7766-2720-6.
- Heli Ihlefeld (Hrsg.): BRANDT to go. Politische Zitate, Berlin: Neues Leben 2018, ISBN 978-3-355-01869-2.